# Dean Ashton
Dean Ashton, född 24 november 1983, är en engelsk före detta professeionell fotbollsspelare som bland annat spelade en landskamp för det engelska landslaget 2008. Den 11 december 2009 meddelade han att han slutar med fotbollen på grund av skador.
Ashton började sin professionella karriär som 16-åring i Crewe Alexandra FC där han spelade fem säsonger, innan han köptes av Norwich City FC. Efter ett år i Norwich köptes han av West Ham för 7,25 miljoner pund 2006.